# كارول شيلدز
كارول شيلدز (بالإنجليزية: Carol Shields)‏ (2 يونيو 1935 في أوك بارك - 16 يوليو 2003 في فكتوريا ، كولومبيا البريطانية) شاعرة، وروائية، وكاتبة قصص قصيرة، وكاتِبة، وأستاذة جامعية، وكاتبة سير من كندا.

## التعليم
تعلمت كارول شيلدز في:
- جامعة إكزتر
- جامعة أوتاوا
- Hanover College [الإنجليزية]‏

## الجوائز
حصلت كارول شيلدز على الجوائز الآتية:
- زمالة غوغنهايم[9]
- شريك وسام كندا
- جائزة بوليتزر عن فئة الأعمال الخيالية[14]
- زمالة الجمعية الملكية الكندية
- جائزة الحاكم العام للروايات باللغة الإنجليزية [الإنجليزية]‏[15]

## روابط خارجية
- كارول شيلدز على موقع IMDb (الإنجليزية)
- كارول شيلدز على موقع الموسوعة البريطانية (الإنجليزية)
- كارول شيلدز على موقع إن إن دي بي (الإنجليزية)